# خوشنویسی گرجی
خوشنویسی گرجی (به گرجی:  ქართული კალიგრაფია) گونه‌ای از خوشنویسی به زبان گرجی است که با سه نوع الفبای گرجی نوشته می‌شود.
روش‌های خوشنویسی گرجستان دارای صدها سال سابقه هستند. کتاب‌های دست‌نویس گرجی متعلق قرن‌های اولیه میلادی، از گنجینه‌های ملی و فرهنگی این کشور به شمار می‌آیند. مسیحیت در ادبیات گرجی نقشی مهم داشته است و این راهبان کلیسای ارتدکس گرجی بوده‌اند که با نسخه‌برداری کتب مذهبی و نوشتن تاریخ گرجستان، خوشنویسی و خط گرجی را نگاه داشته‌اند.

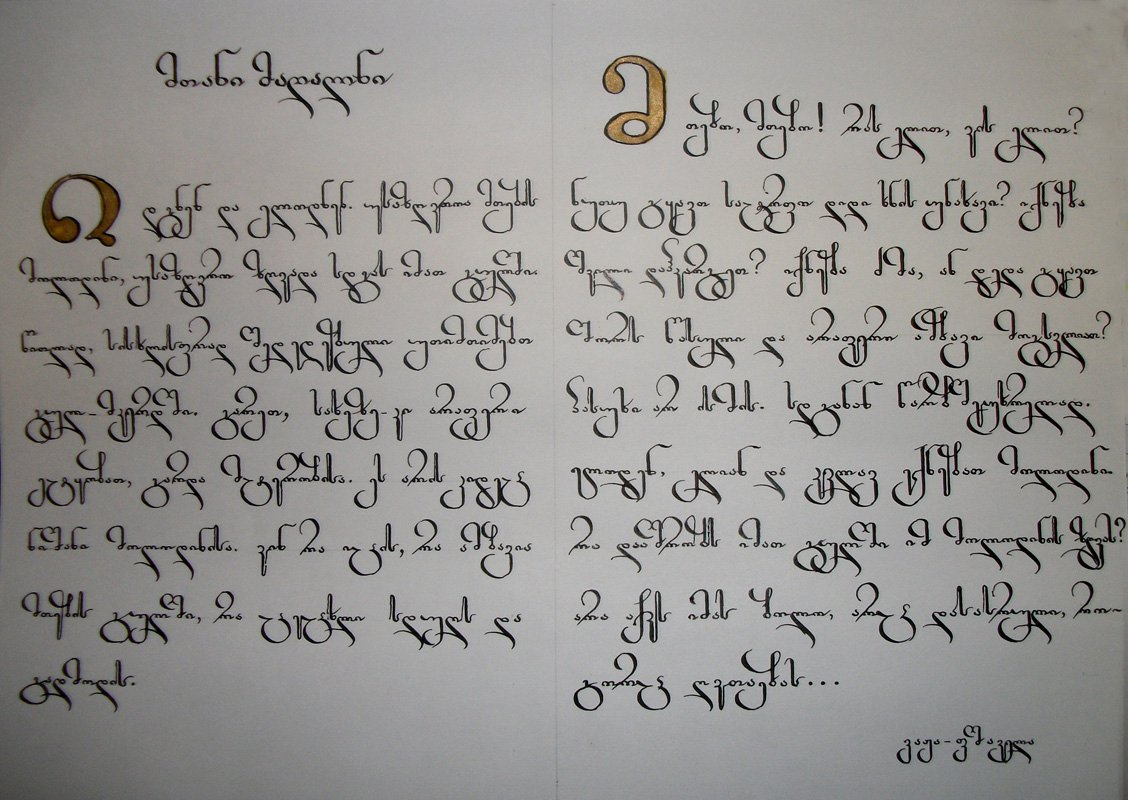
یک نوع خوشنویسی گرجی